# 글로리아 (마다가스카)
《글로리아》는 《마다가스카》에 등장하는 하마이다. 성우는 이선(극장판), 안경진(KBS)이다. 설정상 신장 5m에 체중 1300kg이다.